# Conventillo

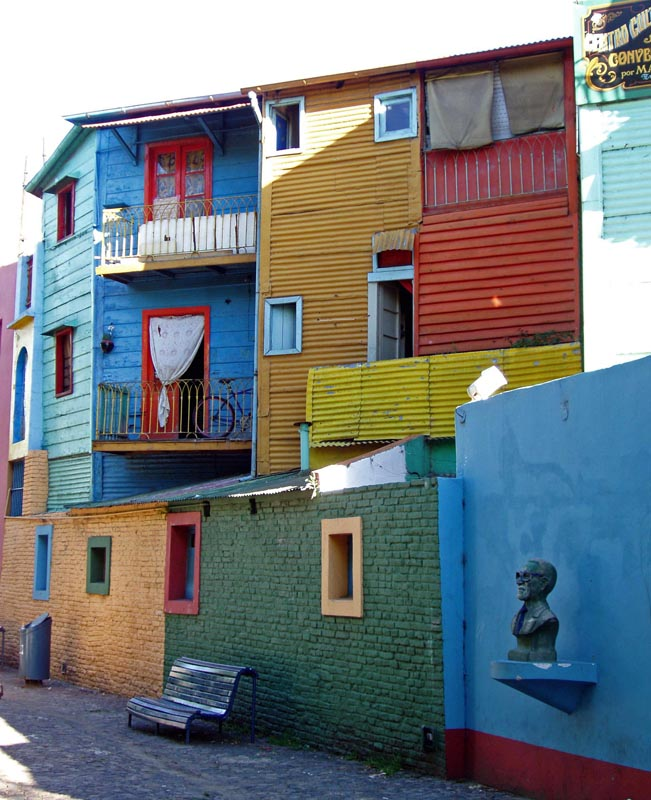
Conventillo i La Boca, Buenos Aires.

Conventillo (diminutiv form av convento, spanska för kloster) är ett namn för en typ av kollektivhus, urban bostad, även känd som inquilinato i Argentina, Uruguay, Chile och Bolivia, och casa de vecindad (ungefär "grannskapshus") i Spanien. Boendeformen innebär att varje rum hyrs av en familj eller en grupp ungkarlar, medan till exempel matsal och badrum är delade mellan de boende.